# Azopardo Airport
Azopardo Airport är en flygplats i Chile.   Den ligger i provinsen Provincia de Tierra del Fuego och regionen Región de Magallanes y de la Antártica Chilena, i den södra delen av landet, 2 300 km söder om huvudstaden Santiago de Chile. Azopardo Airport ligger 10 meter över havet.
Terrängen runt Azopardo Airport är kuperad åt sydost, men åt nordväst är den bergig. Azopardo Airport ligger nere i en dal. Trakten runt Azopardo Airport är nära nog obefolkad, med mindre än två invånare per kvadratkilometer.. Det finns inga samhällen i närheten.
Trakten runt Azopardo Airport består i huvudsak av gräsmarker.